# Рєзник Андрій Володимирович
Андрій Вікторович Рєзнік (нар. 30 листопада 1986) — український борець (панкратіон). Представляє СК Інституту фізкультури (Суми). Майстер спорту України міжнародного класу з панкратіону. Багаторазовий чемпіон України, а також чемпіон Європи (2009) і світу (2010) з панкратіону.
Член збірної України з панкратіону з 2007 року. Переможець матчевої зустрічі Україна—Росія з панкратіону серед професіоналів (Львів, 2008). Зріст: 175 см; вага: 66 кг.
5 травня 2014 року під час проведення антитерористичної операції на території Донецької області у складі групи спецпідрозділу СБУ «Альфа» потрапив під мінометний обстріл.

## Титули

### Україна
Чемпіон України з панкратіону серед молоді (Чернігів, 2005).
Володар Кубка України з панкратіону (Чернігів, 2006; Луганськ, 2007; Суми, 2010; Одеса, 2012).
Чемпіон України з панкратіону (Суми, 2007; Біла Церква, 2010; Кіровоград, 2011). Бронзовий призер Чемпіонату України з панкратіону (Луганськ, 2006; Хмельницький, 2008).
Чемпіон України з рукопашного бою серед працівників силових структур (Запоріжжя, 2012).

### Міжнародні
Срібний призер Кубка світу з панкратіону (Женева, 2008).
Чемпіон Європи з панкратіону (Рига, 2009). Срібний призер чемпіонату Європи (Брюссель, 2012), бронзовий призер чемпіонату Європи (Горліс, Польща, 2010).
Чемпіон світу з панкратіону (Будапешт, 2010). Бронзовий призер чемпіонату світу (Белград, 2011).
Чемпіон СНД з рукопашного бою серед працівників силових структур (Дніпропетровськ, 2011).